# Tennis under sommer-OL 2024 - mixed double
Det olympiske tennismesterskab i mixed double under sommer-OL 2024 i Paris blev afviklet på Stade Roland Garros i perioden 27. juli - 2. august 2024 med deltagelse af 16 par fra 16 forskellige lande. Det var det 9. olympiske tennismesterskab i mixed double.
Guldmedaljerne blev vundet af kæresteparret Kateřina Siniaková og Tomáš Macháč fra Tjekkiet, som i finalen besejrede Wang Xinyu og Zhang Zhizhen, der repræsenterede Folkerepublikken Kina, med 6-2, 5-7, [10-8] i en kamp, hvor det tjekkiske par vandt de sidste fire point. Det var første gang, at OL-guldet i mixed double gik til Tjekkiet.
Bronzemedaljerne gik til canadierne Gabriela Dabrowski og Félix Auger-Aliassime efter sejr på 6-3, 7-6(2) i bronzekampen over Demi Schuurs og Wesley Koolhof fra Holland.
Anastasija Pavljutjenkova og Andrej Rubljov var forsvarende mestre, men de to spillere forsvarede ikke deres titel.

## Program
De 16 deltagende par spillede en cupturnering, hvor alle kampe blev spillet bedst af tre sæt med tiebreak i de to første sæt ved stillingen 6-6, mens tredje sæt afgjordes i form af en match tiebreak. Vinderne af turneringen modtog guldmedaljerne, mens sølvmedaljerne gik til de tabende finalister. Taberne af semifinalerne spillede en kamp om bronzemedaljerne.
Turneringen blev afviklet over fem dage fra 29. juli til 2. august.
| Juli         | Juli         | Juli         | August      | August            |
| 29           | 30           | 31           | 1           | 2                 |
| ------------ | ------------ | ------------ | ----------- | ----------------- |
| Første runde | Første runde | Kvartfinaler | Semifinaler | Bronzekamp Finale |

## Kvalifikation
Turneringen havde deltagelse af 16 par. Hver national olympisk komité kunne nominere et par bestående af to spiller, der i forvejen var kvalificeret til OL i single eller double, og spillerne skulle have deltaget i mindst to Billie Jean King Cup-kampe i perioden 2020-24 eller have repræsenteret sit land mindst 20 gange i sin karriere (med visse dispensationsmuligheder).
De 16 pladser i turneringen var fordelt som følger:
| Antal par | Kategori              | Kommentar |
| --------- | --------------------- | --- |
| 16 15     | Direkte kvalifikation | De 16 højest rangerede tilmeldte par rangeret efter summen af de to spilleres placering på ATP's verdensrangliste i single eller double pr. 10. juni 2024.                                                                                |
| 0 1       | Værtsland             | Værtslandet, Frankrig, var garanteret en plads i turneringen, men denne plads blev ikke udnyttet, eftersom et fransk par opnåede direkte kvalifikation. I stedet blev kategorien vedr. direkte kvalifikation udvidet med en ekstra plads. |

## Resultater
Lodtrækningen blev foretaget den 25. juli 2024 kl. 11:00 i Le Club des Loges i Stade Roland Garros.
| Laura Siegemund  |
| Alexander Zverev |

| Kateřina Siniaková |
| Tomáš Macháč       |

| Kateřina Siniaková |
| Tomáš Macháč       |

| Caroline Garcia        |
| Édouard Roger-Vasselin |

| Ena Shibahara |
| Kei Nishikori |

| Ena Shibahara |
| Kei Nishikori |

| Kateřina Siniaková |
| Tomáš Macháč       |

| Coco Gauff   |
| Taylor Fritz |

| Gabriela Dabrowski    |
| Félix Auger-Aliassime |

| Nadia Podoroska |
| Máximo González |

| Coco Gauff   |
| Taylor Fritz |

| Heather Watson |
| Joe Salisbury  |

| Gabriela Dabrowski    |
| Félix Auger-Aliassime |

| Gabriela Dabrowski    |
| Félix Auger-Aliassime |

| Kateřina Siniaková |
| Tomáš Macháč       |

| Sara Errani      |
| Andrea Vavassori |

| Wang Xinyu    |
| Zhang Zhizhen |

| Mirra Andrejeva |
| Daniil Medvedev |

| Sara Errani      |
| Andrea Vavassori |

| Demi Schuurs   |
| Wesley Koolhof |

| Demi Schuurs   |
| Wesley Koolhof |

| Maria Sakkari      |
| Stefanos Tsitsipas |

| Demi Schuurs   |
| Wesley Koolhof |

| Luisa Stefani       |
| Thiago Seyboth Wild |

| Wang Xinyu    |
| Zhang Zhizhen |

| Wang Xinyu    |
| Zhang Zhizhen |

| Wang Xinyu    |
| Zhang Zhizhen |

| Sara Sorribes Tormo |
| Marcel Granollers   |

| Ellen Perez   |
| Matthew Ebden |

| Ellen Perez   |
| Matthew Ebden |

| Bronzekamp |                                          |   |   |  |  |  |  |
|            |                                          |   |   |  |  |  |  |
|            | Gabriela Dabrowski Félix Auger-Aliassime | 6 | 7 |  |  |  |  |
|            | Demi Schuurs Wesley Koolhof              | 3 | 6 |  |  |  |  |